# Сафонова Вікторія Андріївна
Сафонова Вікторія Андріївна (нар. 8 травня 2003, Москва) — білоруська фігуристка, яка виступає в одиночному катанні. Переможниця турніру серії Челленджер Denis Ten Memorial, бронзовий призер турніру серії Челленджер Finlandia Trophy 2021. Дворазова чемпіонка Білорусії (2020, 2021). Посіла 14 місце на чемпіонаті Європи (2020).

## Кар'єра

### ВРосії
Вікторія Сафонова народилася 8 травня 2003 року у Москві. У 2015 році здобула перемогу на Відкритому Кубку ФФККМ (Федерація фігурного катання на ковзанах міста Москви) у розряді Кандидатів у майстри спорту. Після виконання короткої програми Сафонова посідала третє місце. Але скориставшись помилками суперниць у довільній програмі, піднялася на перший підсумковий рядок, випередивши у тому числі Вікторію Васильєву, Анну Щербакову та Олександру Трусову.
У 2017 році отримала звання Майстра спорту, після чого дебютувала на Першості Росії серед юніорів, розташувавшись на чотирнадцятій позиції. Наступного року на Першості Сафонова увійшла до десятки найкращих юніорок країни, закінчивши турнір на восьмому місці. У жовтні 2018 року вирушила до Мінська на міжнародний турнір Ice Star, де завоювала золото.

### ВБілорусі

#### Сезон 2019—2020
Влітку 2019 року, перед початком нового сезону, змінила спортивне громадянство та стала виступати за збірну Білорусії. Під прапором нової країни вперше взяла участь у змаганнях серії «Челленджер». У листопаді 2019 року у Польщі Сафонова посіла сьоме місце, а через три тижні привезла срібло з турніру CS Golden Spin of Zagreb, встановивши особистий рекорд за сумою балів.
На дебютному чемпіонаті Білорусії серед дорослих взяла перше місце та була обрана для участі у континентальній першості. В австрійському Ґраці на чемпіонаті Європи за результатами двох програм фінішувала чотирнадцятою. У березні 2020 року мала виступити на першому для себе чемпіонаті світу, але турнір був скасований через пандемію коронавірусу.

#### Сезон 2020—2021
Сафонова розпочала сезон на Ice Star 2020 у жовтні, вигравши золото, випередивши росіянок Анастасію Гулякову та Софію Самодурову. Сафонова дебютувала на Гран-прі на Кубку Ростелекома 2020 року, посівши восьме місце. У березні 2021 року фігуристка вирушила до Стокгольма для участі в чемпіонаті світу, але була виключена з-поміж учасників через позитивний тест на коронавірус.

#### Сезон 2021—2022
Восени 2021 року Вікторія Сафонова взяла участь у трьох змаганнях, що входять до серії «Челленджер». У вересні стала третьою на Nebelhorn Trophy, що дозволило фігуристці кваліфікуватися на зимові Олімпійські ігри, на початку жовтня показала восьмий результат на Finlandia Trophy, а через три тижні виграла турнір CS Denis Ten Memorial. Сафонову запросили взяти участь у Гран-прі на Кубку Ростелекома 2021 року після зняття казахської фігуристки Єлизавети Турсинбаєвої. Вікторія посіла сьоме місце на турнірі.
У жовтні 2021 року здобула перемогу на турнірі Ice Star у Мінську. На чемпіонаті Європи 2022 року в Таллінні Сафонова фінішувала дев'ятою.

## Програми
| Сезон     | Коротка програма                                              | Довільна програма                                                                     |
| --------- | ------------------------------------------------------------- | ------------------------------------------------------------------------------------- |
| 2021—2022 | - «Time to Say Goodbye» Сара Брайтман, Андреа Бочеллі         | - «Your Heart Is as Black as Night» Мелоді Гардо - «Power» Елліотт Уілер, Донна Місал |
| 2020—2021 | - «Je t'aime» Лара Фабіан                                     | - «Болеро» Моріс Равель                                                               |
| 2019—2020 | - «Welcome to Burlesque» (з фільма «Бурлеск») у виконанні Шер | - «Болеро» Моріс Равель                                                               |

## Основні спортивні досягнення

### За Білорусь
| Міжнародні            | Міжнародні | Міжнародні | Міжнародні |
| Змагання              | 19–20      | 20–21      | 21–22      |
| --------------------- | ---------- | ---------- | ---------- |
| Олімпійські ігри      |            |            | TBD        |
| Чемпіонат світу       | C          | WD         |            |
| Чемпіонат Європи      | 14         |            | 9          |
| Кубок Ростелекома     |            | 8          | 7          |
| CS Denis Ten Memorial |            |            | 1          |
| CS Finlandia Trophy   |            |            | 8          |
| CS Golden Spin        | 2          |            |            |
| CS Nebelhorn Trophy   |            |            | 3          |
| CS Warsaw Cup         | 7          |            |            |
| Ice Star              |            | 1          | 1          |
| Tallink Hotels Cup    | 3          |            |            |
| Volvo Open Cup        | 1          |            |            |
| Winter Star           |            | 1          |            |
| Національні           |            |            |            |
| Чемпіонат Білорусі    | 1          | 1          |            |

### За Росію
| Ice Star                      |    | 1 |
| Національні                   |    |   |
| Першість Росії серед Юніорів  | 14 | 8 |
| Чемпіонат Росії серед Юніорів | 8  | 6 |

## Всі спортивні досягнення

### Зі Білорусь
| Сезон 2021—2022            |                                           |          |           |           |
| Дата                       | Змагання                                  | SP       | FP        | Всього    |
| 10–16 січня 2022           | Чемпіонат Європи з фігурного катання 2022 | 8 63.07  | 8 122.34  | 9 185.41  |
| 26–28 листопада 2021       | Кубок Ростелекома 2021                    | 9 58.19  | 6 127.45  | 7 185.64  |
| 28–31 жовтня 2021          | 2021 Denis Ten Memorial                   | 1 66.67  | 1 123.39  | 1 190.06  |
| 14–18 жовтня 2021          | 2021 Ice Star                             | 1 68.68  | 1 129.40  | 1 198.08  |
| 7–10 жовтня 2021           | 2021 CS Finlandia Trophy                  | 9 64.26  | 9 123.57  | 8 187.83  |
| 22–25 вересня 2021         | 2021 CS Nebelhorn Trophy                  | 3 62.02  | 3 128.27  | 3 190.29  |
| Сезон 2020—2021            |                                           |          |           |           |
| Дата                       | Змагання                                  | SP       | FP        | Всього    |
| 22–28 березня 2021         | Чемпіонат світу з фігурного катання 2021  | WD       | WD        | WD        |
| 11–13 грудня 2020          | 2020 Winter Star                          | 1 67.79  | 1 126.56  | 1 194.35  |
| 20–22 листопада 2020       | Кубок Ростелекома 2020                    | 7 64.25  | 7 120.32  | 8 184.57  |
| 29 жовтня–1 листопада 2020 | 2020 Ice Star                             | 3 66.56  | 1 134.10  | 1 200.66  |
| Сезон 2019—2020            |                                           |          |           |           |
| Дата                       | Змагання                                  | SP       | FP        | Всього    |
| 13–16 лютого 2020          | 2020 Tallink Hotels Cup                   | 3 62.23  | 2 114.82  | 3 177.05  |
| 20–26 січня 2020           | Чемпіонат Європи з фігурного катання 2020 | 20 53.33 | 13 106.58 | 14 159.91 |
| 14–15 грудня 2019          | Чемпіонат Білорусі 2020                   | 2 60.42  | 1 120.52  | 1 180.94  |
| 4–7 грудня 2019            | 2019 CS Golden Spin of Zagreb             | 2 64.35  | 2 128.14  | 2 192.49  |
| 14–17 листопада 2019       | 2019 CS Warsaw Cup                        | 7 55.55  | 7 115.88  | 7 171.43  |
| 5–10 листопада 2019        | 2019 Volvo Open Cup                       | 2 64.19  | 1 117.69  | 1 181.88  |

### За Росію
| Сезон 2018—2019          |                                    |          |           |           |
| Дата                     | Змагання                           | SP       | FP        | Всього    |
| 31 січня — 4 лютого 2019 | Чемпіонат Росії серед юніорів 2019 | 8 69.25  | 9 122.20  | 8 191.45  |
| 18–21 жовтня 2018        | 2018 Ice Star                      | 1 61.60  | 1 112.47  | 1 174.07  |
| Сезон 2017—2018          |                                    |          |           |           |
| 23–26 січня 2018         | Чемпіонат Росії серед юніорів 2018 | 15 60.40 | 13 116.94 | 14 177.34 |